# 4576 Yanotoyohiko
4576 Yanotoyohiko este un asteroid din centura principală, descoperit pe 10 februarie 1988, de Takuo Kojima.